# Stentjärnen (Piteå socken, Norrbotten, 728043-172635)
Stentjärnen är en sjö i Piteå kommun i Norrbotten och ingår i Lillpiteälvens huvudavrinningsområde.